# Infosphère
À la manière du mot « biosphère », le mot « infosphère » est un néologisme composé des mots « information » et « sphère ». Il désigne à la fois un environnement global, constitué d'informations, ainsi que tous les types de données qui y transitent ou y sont stockées. Le cyberespace est un exemple de sphère d'informations, mais l'infosphère n'est pas uniquement limitée à des environnements en ligne. 

## Définition détaillée
Luciano Floridi utilise le terme infosphère pour désigner l'espace sémantique constitué de la totalité des documents, des agents et de leurs opérations. 
Par « documents », on entend tout type de données, d’informations et de connaissances, codifiées et représentées dans n’importe quel format sémiotique, sans aucune limite de taille, de typologie ou de structure syntaxique. Aujourd’hui, l’intérêt se focalise sur le monde des réseaux numériques, mais l’infosphère inclut également les récits oraux, les films télévisés, les textes imprimés et les émissions radiophoniques. 
Le terme d’« agents » fait référence à tout système capable d’interagir avec un document de façon autonome, comme une personne, une organisation ou un robogiciel sur le Web. En réalité, un agent dans l’infosphère est un type spécial de document, capable d’interagir de manière autonome (il suffit de penser à son profil individuel comme client d’une banque). 
Enfin, par « opérations », on doit comprendre tout type d’action, d’interaction et de transformation qui peut être effectué par un agent et auxquelles peut être soumis un document.
Le terme « infosphère » peut également être utilisé pour se référer à des environnements plus circonscrits, comme  pour identifier le capital informationnel d’une entreprise et de ses ouvriers.

## Historique du terme
Infosphère est un néologisme construit sur le modèle de biosphère. D’après Luciano Floridi, ce terme a été introduit vers le milieu des années 1990, dans le cadre de recherches visant à analyser le nouveau milieu dans lequel les différentes composantes de la société de l’information sont à l’œuvre. Ce terme est à rapprocher de la noosphère, utilisé par Teilhard de Chardin (1881-1955).
Le terme est également utilisé par Dan Simmons dans la saga de science-fiction Hypérion pour désigner ce que pourrait devenir Internet dans le futur : un "lieu" parallèle, virtuel, formé de milliards de réseaux, où émergent des formes de "vie artificielle" allant de l'équivalent d'un insecte (les petits programmes) à l'équivalent d'un dieu (les intelligences artificielles). Il est à noter que le personnage de Paul Duré est un disciple de Pierre Teilhard de Chardin dans le roman Hypérion de Dan Simmons.

## Voir également
- noosphère
- Cyberespace